# Vlag van Dongjum

Vlag van Dongjum

De vlag van Dongjum is de dorpsvlag van het Nederlandse dorp Dongjum, in de Friese gemeente Waadhoeke. De vlag werd in 2002 geregistreerd. Het ontwerp van de vlag is van de hand van J.R. van der Wal en R.J. Broersma.

## Beschrijving
De beschrijving van de vlag is als volgt:
Linksschuin van rood en wit: in het rood een witte lelie van 2/3 vlaghoogte en in het wit een rode roos van 6/10 vlaghoogte.
De kleuren zijn afkomstig van het dorpswapen.

## Symboliek

Schuine tweedeling: overgenomen van het wapen van de Koninklijke Nederlandse Kaatsbond.
- Roos: afkomstig van het wapen van Franekeradeel. Tevens verwijst de roos naar het socialisme. De groene blaadjes van de rozen duiden op de kaatssport in het dorp.[3]
- Fleur de lis: ontleend aan het wapen van het geslacht Van Goslinga. Verder is de lelie een symbool voor de elite rond het dorp. Daarnaast is de lelie ook een symbool voor Maria, patroonheilige van de kerk van Dongjum.[3]